# Simulium artum
Simulium artum es una especie de insecto del género Simulium, familia Simuliidae, orden Diptera.
Fue descrita científicamente por Sato, Takaoka & Saito, 2005.